# Dead Zone
Dead Zone (originaltitel The Dead Zone) är en amerikansk skräckfilm i regi av David Cronenberg, baserad på Stephen Kings roman med samma namn.

## Handling
John (Christopher Walken) har ett nästan perfekt liv tills olyckan drabbar honom. Han blir påkörd av en långtradare och blir liggande i koma i fem år. När han vaknar upp har han mist det mesta i livet, men istället fått förmågan att se syner. När den lilla staden drabbas av en massmördare ser han sin möjlighet att använda sin förmåga. Men Johns syner stannar inte vid detta, vilket han inser under en kampanj där en populistisk politiker lyckas fängsla stora folkmassor.

## Om filmen
Det har även spelats in en TV-serie, Död zon, som bygger på samma roman.

## Rollista (i urval)
- Christopher Walken
- Brooke Adams
- Tom Skerritt
- Herbert Lom
- Anthony Zerbe
- Colleen Dewhurst
- Martin Sheen
- Nicholas Campbell